# Награда „Браћа Карић”
Награда Браћа Карић је признање Карић фондације за посебне заслуге на пољима спајања народа, хуманости, науке, културе, новинарства, публицистике и издаваштва, економије и привреде, спорта. Оснивач и утемељивач ове награде је Богољуб Карић. Награда се додељује сваке године у новембру у Народном позоришту у Београду. Награда се састоји од позлаћеног знамења и повеље.

## Оснивање
Награда „Браћа Карић“ успостављена је као плод вере у неисцрпну памет и вредност, пре свега сопственог народа. Намера јој је да буде подстицај и мотив за све оне који стварају, који обликују вредности због којих ћемо сви ми, и простор у коме живимо - бити бољи. Породица Карић и Карић фондација установили су Награду „Браћа Карић“, вреднујући њоме највиша достигнућа стваралаштва у областима културе и уметности, научног и истраживачког рада, новинарства, публицистике и издаваштва, економије и привреде, те хуманитарних активности које јачају мир, сарадњу и пријатељство међу народима.
Награда се додељује сваке године, а право предлагања имају појединци, организације и институције, који своје предлоге достављају у писменом облику, на адресу Карић фондације. О лауреатима одлучује Управни одбор, а за сваку од предвиђених категорија експертски тим предлаже Управном одбору три кандидата од којих ће само један бити и награђен. Награда је први пут додељена пре 19 година, а имена добитника сведоче о оправданој амбицији да награда временом постане српски пандан Нобеловој награди.

## Одбор за доделу награде
О лауреатима одлучује Управни одбор, а за сваку од предвиђених категорија експертски тим предлаже Управном одбору три кандидата од којих ће само један бити и награђен. Експертски тим сваке године испитује радове и стваралаштво предложених кандидата. На стотине људи буде пријављено за ову награду.

## Добитници
Досадашњи добитници награде "Браћа Карић" су:
| Добитник               | Област                                 |
| ---------------------- | -------------------------------------- |
| Патријарх српски Павле | хуманитарне активности                 |
| Светислав Божић        | култура и уметност                     |
| Манастир Хиландар      | специјално признање                    |
| Економски институт     | економија и привреда                   |
| Предраг Милојевић      | новинарство, публицистика и издаваштво |
| Миодраг Остојић        | наука и научно истраживачки рад        |

| Добитник               | Област                                 |
| ---------------------- | -------------------------------------- |
| Патријарх Алексеј II   | хуманитарне активности                 |
| Данило Бата Стојковић  | култура и уметност                     |
| Академик Душан Каназир | наука и научно истраживачки рад        |
| Никола Павичић         | економија и привреда                   |
| Владимир Димитријевић  | новинарство, публицистика и издаваштво |
| Александар Деспић      | наука и научно истраживачки рад        |
| Дејан Медаковић        | наука и научно истраживачки рад        |

| Добитник          | Област                                 |
| ----------------- | -------------------------------------- |
| Петер Хандке      | хуманитарне активности                 |
| Радмила Бакочевић | култура и уметност                     |
| Раде Михаљчић     | наука и научно истраживачки рад        |
| Павле Јеремић     | економија и привреда                   |
| Мирко Васиљевић   | економија и привреда                   |
| Јован Ћирилов     | новинарство, публицистика и издаваштво |
| Сима Ћирковић     | наука и научно истраживачки рад        |

| Добитник        | Област                                 |
| --------------- | -------------------------------------- |
| Бранко Тупањац  | хуманитарне активности                 |
| Љубомир Симовић | култура и уметност                     |
| Ненад Костић    | наука и научно истраживачки рад        |
| Бојана Лекић    | новинарство, публицистика и издаваштво |
| Миливоје Глишић | новинарство, публицистика и издаваштво |
| Манојло Вукотић | новинарство, публицистика и издаваштво |

| Добитник            | Област                                 |
| ------------------- | -------------------------------------- |
| Милорад Муратовић   | хуманитарне активности                 |
| Предраг Даниловић   | хуманитарне активности                 |
| Владимир Величковић | култура и уметност                     |
| Миомир Вукобратовић | наука и научно истраживачки рад        |
| Драган Бујошевић    | новинарство, публицистика и издаваштво |
| Слободан Маринковић | наука и научно истраживачки рад        |
| Васо Антуновић      | наука и научно истраживачки рад        |
| Милан Милисављевић  | наука и научно истраживачки рад        |
| Војин Ђорђевић      | економија и привреда                   |
| Живојин Ђорђевић    | економија и привреда                   |

| Добитник       | Област                                 |
| -------------- | -------------------------------------- |
| Даисако Икеда  | хуманитарне активности                 |
| Љуба Тадић     | култура и уметност                     |
| Књаз Милош     | економија и привреда                   |
| Владимир Кањух | наука и научно истраживачки рад        |
| Милан Влајчић  | новинарство, публицистика и издаваштво |

| Добитник            | Област                                 |
| ------------------- | -------------------------------------- |
| Санда Рашковић Ивић | хуманитарне активности                 |
| Софија Шкорић       | хуманитарне активности                 |
| Југослав Влаховић   | новинарство, публицистика и издаваштво |
| Раденко Вучковић    | економија и привреда                   |
| Емир Кустурица      | култура и уметност                     |
| Василије Крестић    | наука и научно истраживачки рад        |

| Добитник       | Област                                 |
| -------------- | -------------------------------------- |
| Торао Токуда   | хуманитарне активности                 |
| Бора Дугић     | култура и уметност                     |
| Милош Васић    | новинарство, публицистика и издаваштво |
| Милош Ненезић  | економија и привреда                   |
| Томислав Ђокић | наука и научно истраживачки рад        |

| Добитник          | Област                          |
| ----------------- | ------------------------------- |
| Јиржи Динстбир    | хуманитарне активности          |
| Ашхен Атаљанц     | култура и уметност              |
| Миодраг Стојковић | наука и научно истраживачки рад |
| Димитрије Лучар   | економија и привреда            |

| Добитник                | Област                                 |
| ----------------------- | -------------------------------------- |
| Боривоје Менковић       | хуманитарне активности                 |
| Селим Реџеповић         | хуманитарне активности                 |
| Новак Ђоковић           | економија и привреда                   |
| Ференц Агоштон          | економија и привреда                   |
| Анка Бурић              | култура и уметност                     |
| Љубивоје Ршумовић       | култура и уметност                     |
| Жорес Иванович Алфјоров | наука и научно истраживачки рад        |
| Миломир Марић           | новинарство, публицистика и издаваштво |

| Добитник            | Област                                 |
| ------------------- | -------------------------------------- |
| Никита Михалков     | хуманитарне активности                 |
| Оља Ивањицки        | култура и уметност                     |
| Синиша Ковачевић    | култура и уметност                     |
| Захарије Трнавчевић | новинарство, публицистика и издаваштво |
| Светозар Ивановић   | наука и научно истраживачки рад        |

| Добитник              | Област                          |
| --------------------- | ------------------------------- |
| Ивана Жигон           | хуманитарне активности          |
| Мартин Лутер Кинг III | хуманитарне активности          |
| Игор Мандић           | култура и уметност              |
| Радош Бајић           | култура и уметност              |
| Сава Перовић          | наука и научно истраживачки рад |
| Исидора Бјелица       | публицистика                    |
| Мирко Стаменковић     | новинарство                     |
| Радисав Шћепановић    | наука и научно истраживачки рад |

| Добитник                        | Област                                 |
| ------------------------------- | -------------------------------------- |
| Хаџи Хамдија ефенди Јусуфспахић | хуманитарне активности                 |
| Саша Џафри                      | хуманитарне активности                 |
| Естер Куперсмит                 | хуманитарне активности                 |
| Жан Кристоф Буисон              | новинарство, публицистика и издаваштво |
| Благота Ераковић                | култура и уметност                     |
| Гојко Митић                     | култура и уметност                     |
| Михаил Јефимович Николајев      | економија и привреда                   |

| Добитник                | Област                 |
| ----------------------- | ---------------------- |
| Патријарх Иринеј        | хуманитарне активности |
| Корин Браун             | хуманитарне активности |
| Бата Живојиновић        | култура и уметност     |
| Здравко Витошевић       | наука                  |
| Бранислав Видић         | наука                  |
| Јуриј Сергејевич Осипов | наука                  |
| Драган Милић            | наука                  |

| Добитник                                                | Област                                 |
| ------------------------------------------------------- | -------------------------------------- |
| Сестринство Пећке Патријаршије                          | хуманитарне активности                 |
| Марина Абрамовић                                        | култура и уметност                     |
| Теодор Вон Бург                                         | наука                                  |
| Душан Васиљевић                                         | економија и привреда                   |
| Волт Богданић                                           | новинарство, публицистика и издаваштво |
| Весна Гаровић Коцић                                     | наука                                  |
| Вера Васиљевић                                          | економија и привреда                   |
| Освајачи медаља на олимпијским и параолимпијским играма | спорт                                  |

| Добитник                     | Област                                 |
| ---------------------------- | -------------------------------------- |
| Александар Порфиревич Торшин | хуманитарне активности                 |
| Исак Асиел                   | хуманитарне активности                 |
| Ђорђе Михаиловић             | специјално признање                    |
| Влатко Стефановски           | култура и уметност                     |
| Винарија Звонко Богдан       | економија и привреда                   |
| Академик Сергиј              | економија и привреда                   |
| Зефирино Граси               | новинарство, публицистика и издаваштво |

| Добитник                | Област                    |
| ----------------------- | ------------------------- |
| Владимир Путин          | хуманитарне активности    |
| Жељко Митровић          | економија и привреда      |
| Драган Бјелогрлић       | култура и уметност        |
| Ељчин Иљјац Ефендијев   | култура и уметност        |
| Иван Алексејевич Чарота | публицистика и издаваштво |
| Дејан Петковић Рамбо    | спорт                     |

| Добитник             | Област                 |
| -------------------- | ---------------------- |
| Стивен Сигал         | хуманитарне активности |
| Нурсултан Назарбајев | хуманитарне активности |
| Драган Џајић         | спорт                  |
| Константин Костјуков | култура и уметност     |
| Емил Морш            | наука                  |

| Добитник                                                | Област                                        |
| ------------------------------------------------------- | --------------------------------------------- |
| Јован Милић                                             | хуманитарне активности                        |
| Раде Шербеџија                                          | култура и уметност, јачање мира међу народима |
| Брент Садлер                                            | новинарство, публицистика и издаваштво        |
| Зоран Јанковић                                          | економија и привреда                          |
| Ђорђе Огризовић                                         | наука                                         |
| Освајачи медаља на олимпијским и параолимпијским играма | спорт                                         |

| Добитник                      | Област                                 |
| ----------------------------- | -------------------------------------- |
| Муниба Мазари                 | хуманитарне активности                 |
| Ружа Ћирковић                 | новинарство, публицистика и издаваштво |
| Јадранка Јовановић            | култура и уметност                     |
| Валентина Ивановна Матвијенко | јачање мира међу народима              |
| Јасна Шекарић                 | спорт                                  |

| Добитник                                | Област                          |
| --------------------------------------- | ------------------------------- |
| Арно Гујон                              | хуманитарне активности          |
| Петар Божовић                           | култура и уметност              |
| Гордана Вуњак Новаковић                 | наука и научно истраживачки рад |
| Женска одбојкашка репрезентација Србије | специјална награда за спорт     |
| Драган Стојковић Пикси                  | спорт                           |

| Добитник        | Област                                 |
| --------------- | -------------------------------------- |
| Вацлав Дворжак  | култура и уметност                     |
| Захи Хавас      | наука и научно истраживачки рад        |
| Жак Огар        | јачање мира међу народима              |
| Марилина Века   | новинарство, публицистика и издаваштво |
| Антонис Ремос   | култура и уметност                     |
| Жељко Обрадовић | спорт                                  |

| Добитник                                   | Област                          |
| ------------------------------------------ | ------------------------------- |
| Дјусен Касеинов                            | култура и уметност              |
| Урош Дојчиновић                            | култура и уметност              |
| Милован Витезовић                          | култура и уметност              |
| Даница Грујичић                            | наука и научно истраживачки рад |
| Такахару и Јуи Тезука                      | економија и привреда            |
| Архимандрит Сава Јањић                     | јачање мира међу народима       |
| Сестринство Манастира Свете Петке Изворске | доброчинство                    |
| Зоран Терзић                               | спорт                           |

| Добитник                | Област                                       |
| ----------------------- | -------------------------------------------- |
| Јевгениј Иванович Чазов | наука и научно истраживачки рад              |
| Милутин Поповић Захар   | култура и уметност                           |
| Миодраг Кривокапић      | култура и уметност                           |
| Четна Гала Сина         | економија и привреда, хуманитарне активности |
| Владимир Грбић          | спорт                                        |
| Никола Грбић            | спорт                                        |

| Добитник                                | Област                          |
| --------------------------------------- | ------------------------------- |
| Слобода Мићаловић                       | култура и уметност              |
| Војин Ћетковић                          | култура и уметност              |
| Драган Шварц                            | наука и научно истраживачки рад |
| Небојша Тасић                           | наука и научно истраживачки рад |
| Милица Мандић                           | спорт                           |
| Јована Прековић                         | спорт                           |
| Тијана Богдановић                       | спорт                           |
| Дамир Микец                             | спорт                           |
| Зураб Датунашвили                       | спорт                           |
| Миленко Себић                           | спорт                           |
| Ватерполо репрезентација Србије         | спорт                           |
| Женска одбојкашка репрезентација Србије | спорт                           |
| Баскет репрезентација Србије            | спорт                           |
| Нада Матић                              | спорт                           |
| Борислава Перић                         | спорт                           |
| Драган Ристић                           | спорт                           |
| Здравко Савановић                       | спорт                           |
| Ласло Шурањи                            | спорт                           |
| Жељко Димитријевић                      | спорт                           |
| Милан Кучан                             | јачање мира међу народима       |